# Bertil Malmqvist
Bertil Karl-Gustaf "Bigge" Malmqvist, född 14 november 1926 i Malmö, död 18 augusti 2006 i Vellinge, var en svensk filmfotograf, regissör och manusförfattare.
Malmqvist kom att regissera tre filmer och debuterade med 1966 års Den ödesdigra klockan, följd av De många sängarna (1970) och Ligga i Lund (1981). Till de två förstnämnda skrev han även manus och på den sistnämnda var han fotograf.
Bertil Malmqvist är gravsatt i minneslunden på Sankt Pauli mellersta kyrkogård i Malmö.

## Filmografi
Foto
- 1981 – Ligga i Lund

Manus
- 1966 – Den ödesdigra klockan
- 1970 – De många sängarna

Regi
- 1966 – Den ödesdigra klockan
- 1970 – De många sängarna
- 1981 – Ligga i Lund